# Renny Harlin
Renny Harlin, nascido como Lauri Mauritz Harjola (Riihimäki, Finlândia, 15 de março de 1959), é um diretor e produtor de filmes de ação.